# Ligeti Pál
Ligeti Pál (Budapest, 1885. május 29. – Budapest, 1941. június 23.) műépítész, festőművész, filozófus, művészeti író.

## Életrajza
Budapesten született Ligeti (Lőwy) Vilmos (1850–1932) tőzsdeügynök, értékpapír-kereskedő és Hirschler Anna (1863–1945) gyermekeként izraelita családban. 1903-ban Nagybányán festészetet tanult, műveit a Nemzeti Szalonban is kiállították. Később az építész pályát választotta. Beiratkozott a budapesti Műegyetemre, itt szerzett diplomát, majd 1911-ben megnyitotta építészirodáját is, ahol egy ideig Molnár Farkas és Major Máté is dolgoztak és itt dolgozott 1923–1929 között Ligeti István üvegfestő is. Molnár Farkassal közös munkái: villaépületek közül valók – 1929-ben a Mihály utcai Delej-villa, 1931-ben a Bimbó úti és a Napraforgó utcai kislakásos telepen épült villák is.
Ligeti kitűnően beszélt németül és franciául is és jártas volt a modern művészettörténetben és elméletben is – hamarosan a magyar építészeti avantgard szószólójává vált. Előadóként meghívták az új építészet számos műhelyébe, többek között a holland Opbouw kör is vendégül látta. E meghívásban nem kis szerepet játszott az is, hogy munkatársa, Molnár Farkas korábban Walter Gropius weimari műtermében dolgozott, majd hazatérte után a CIAM-Ost magyar csoportját vezette. Ligeti Forbát Alfréddel együtt tagja volt annak a bizottságnak, amely az 1937-es párizsi CIAM konferenciájára állásfoglalást dolgozott ki az 1933-ban megfogalmazott Athéni Charta új városépítészet elveivel kapcsolatban.
Sírja a Kozma utcai izraelita temetőben található.

## Munkái
- Új Pantheon felé című (Budapest, 1926)
- Durch die Kunstgeschichte zur Neuen Architektur (Budapest, 1930
- Der Weg aus dem Chaos (Út a káoszból, München, 1931)
- A művészettörténelmen keresztül az új építészethez (Budapest, 1934)